# George Rowe
George Thomas Rowe, född 20 mars 1881, död 14 februari 1974, var en engelsk sjöman. Han var kvartersmästare ombord på RMS Titanic under dess jungfrufärd 1912, och överlevde fartygets förlisning.
Han började arbeta till sjöss i Royal Navy som fjortonåring. Där arbetade han kvar fram till 1910 då han istället började arbeta för handelsflottan. Han fick arbete på White Star Line och arbetade ombord på RMS Majestic och RMS Oceanic. Han mönstrade på RMS Titanic som utkik i Belfast på resan till Southampton varifrån skeppet skulle göra sin officiella jungfrufärd. Han mönstrade sedan på igen den 6 april, men nu som kvartersmästare.
Kvällen den 14 april var Rowe i tjänst nära fartygets aktre kommandobrygga. Klockan 23:40 kände han av vibrationer i fartyget. Ett ögonblick därefter passerade ett isberg förbi på styrbordssidan. Rowe stannade kvar på sin post utan vetskap om vad som hänt. Runt klockan 00:25 överraskades han av en livbåt som lämnade fartyget. Han telefonerade upp till bryggan för att höra efter vad det var frågan om, och först nu fick han veta att Titanic var mycket illa ute efter en kollision med det isberg han sett. Han gavs order om att ta med en låda raketer och komma upp till kommandobryggan. Väl på bryggan började han tillsammans med fjärde styrman Joseph Boxhall skjuta upp nödraketer. Boxhall och Rowe beordrades även att signalera om hjälp med morselampa till ett troligt fartyg som observerats vid horisonten, med stor sannolikhet SS Californian, dock utan att se något svar.
Runt klockan 1:25 beordrades han att sluta med detta och hjälpa till med sjösättningen av den hopfällbara livbåt C på styrbordssidan. Han hjälpte i några passagerare innan överstyrman Henry Tingle Wilde gav order om att livbåten skulle firas. Just innan detta bevittnade han hur två förstaklasspassagerare, White Star Lines direktör Bruce Ismay och herr Carter, steg i båten. Rowe vittnade om att han inte hört någon som helst tillåtelse från någon officer för dessa att gå i båten. Ismay sade senare i förhör att han valt att stiga i då han inte såg fler personer på denna del av däcket. Titanic lutade nu märkbart åt babord vilket försvårade sjösättningen då livbåten skrapade i skrovet. Han såg sedan att welldäcket på fören var under vatten, men att lite av förkastellet fortfarande var över ytan. De rodde iväg och Rowe kom ihåg att han hörde ett muller som från avlägsen åska när fartyget gick under. Han kunde däremot inte se om det bröts itu.
George Rowe kom att vittna om katastrofen i de sjöförhör som hölls i USA och Storbritannien. Han fortsatte sedan att arbeta till sjöss i några år innan han började arbeta på företaget Thornycroft's i Southampton. 1960 tilldelades han medaljen British Empire Medal. Under 1950-talet väcktes intresset för Titanic på nytt. Rowe var en av de som delade med sig av sin historia till Walter Lord inför dennes bok A Night to Remember 1955. 1957 intervjuades han av BBC för TV tillsammans med några andra överlevare. 1958 fanns han med som karaktär i filmen Titanics undergång.

## Fotnoter
1. 1 2  Encyclopedia Titanica.[källa från Wikidata]
2. ↑  ”George Thomas Rowe : Titanic Survivor” (på engelska). www.encyclopedia-titanica.org. 6 juni 2002. https://www.encyclopedia-titanica.org/titanic-survivor/george-thomas-rowe.html. Läst 16 oktober 2024.
3. ↑  http://www.titanicinquiry.org/BOTInq/BOTInq16Ismay04.php